# Радга Крішна Чоудгарі

Радга Крішна Чоудгарі (англ. Radha Krishna Choudhary, 15 лютого 1921 — 15 березня 1985) історик, мислитель і письменник зі штату Біхар, Індія.

## Коротка характеристика
Професор Радга Крішна Чоудгарі брав участь в історичних та археологічних дослідженнях у штаті Біхар, а також писав літературні твори мовою майтгілі.  Він був професором в коледжі Ганеш Датт (Ganesh Dutt College), коледжі Беґусарай (Begusarai), Біхарському університеті, відзначався сподвижницького педагогічною працею. Свої академічні роботи він писав мовою гінді та англійською, а художню літературу мовою майтгілі.
«Тапаса ваі Ґанґа» — (Tapasa vai Ganga) — Ґанґа була знесена з неба на Землю тільки заради «тапасу», тобто сенс її — покаяння, тобто людина має завдання, яке досягається тільки шляхом покаяння або «тапасу» — під таким епіграфом вийшла в світ біографію професора Радга Крішни Чоудгарі,  історика літератора, мовознавця майтгілі — доктор Бінод Бігарі Верма. Книжка була опублікована в 1995 році, складається з двох частини. Перша частина подає життєпис професора Радга Крішна Чоудгарі. Друга частина пов'язана з аналізом його мислення, творчих і наукових робіт.

## Творчий доробок
- «Політична історія Японії (1868 — 1947)» (Political History of Japan (1868 — 1947)). Bihar Publishers, Patna. 1948. English.
- «Майтгілі Сагітик Нібандгавалі» (Майтхілі Sahityik Nibandhavali). Abhinav Granthagar, Patna. 1950. Maithili.
- «Сіндгатх». (Sidhharth). Abhinav Granthagar, Patna. 2 ed. 1952. Hindi.
- «Дослідження давніх індійських законів». (Studies in Ancient Indian Law). Motilal Banarsidas, Patna.1953. English.
- «Біхар — батьківщина Biddhism». (Bihar — The Homeland of Biddhism). Sidharth Press, Patna. 1956. English.
- «Історія Біхару» (History of Bihar). Motilal Banarsidas, Patna. 1958. English.
- «Вибрані Написи Біхару» (Select Inscriptions of Bihar). Smt Shanti Devi. 1958. English.
- «Мітгілак Санскрит Раджнайтік Ітігас» (Mithilak Sankshipt Rajnaitik Itihas). Vaidehi Samiti, Darbhanga. 1961. Maithili.
- «Vratyas in Ancient India». Choukhamba Prakashan, Varanasi. 1964. English.
- «Prachin Bharat Ka Rajnaitik Evam Sanskritik Itihas» (1200 Eisvi Tak). Bharati Bhavan Publishers, Patna. 1967. Hindi.
- «Сгараантідга» (Sharaantidha). Maithili Prakashan, Calcutta. 1968. Maithili.
- «Вішгва Ітігас Кі Рупрека (2 томи)» (Vishva Itihas Ki Ruprekha (2 Volumes)). Ajanta Press Patna. 1969. Hindi.
- «Історія мусульманського правління в Тіргут (1207 — 1765)» (History of Muslim Rule in Tirhut(1207 — 1765)). Choukhamba Prakashan, Varanasi. 1970. English.
- Каутільяс Політичні ідеї та установи. (Kautilya's Political Ideas and Institutions). Choukhamba Prakashan, varanasi. 1971. English.
- Дгаммапада — майтгілі переклад. (Dhammapada — Maithili Translation). Maithii Prakashan Samiti, Calcutta. 1971. Maithili.